# 최종성 (군인)
최종성(崔鍾成, 1931년 12월 19일 ~ 1952년 11월 2일)은 대한민국의 군인이자 공군 조종사이다.
경상남도 거창군 남하면 남하리 출생으로 부산상업중학교를 졸업 후 조종간부 제1기생으로 공군에 입대하여 1952년 8월 1일 공군 소위로 임관과 동시에 공군 제1훈련비행단으로 배속되었고 이어 9월 11일 강릉 기지의 제10전투비행전대 제12전투비행대대 소속의 전투비행사로 보임되었다.
1952년 9월 23일 현리와 회양의 북한군 보급물집적소를 목표로 첫 출격을 시작해 11월 2일 마지막 출격시까지 원산, 평양, 사리원 등지에 출격하여 북한군의 보급로 66개소를 차단하고 군용건물 17동과 철도 8개소를 파괴하는 전과를 수립하였다.
1952년 11월 2일 그를 포함한 F-51 전폭기 4기 편대는 국군 제1군단에 대한 근접항공지원 임무를 수행하기 위해 동해안 섭곡 남방 6km 지점에서 북한군 지상군을 공격하던 중 15시 30분 경 북한군의 지상포화에 맞아 전사했다.
첫 출격 1개월 9일째로 33회 차 출격이었고 사후 을지무공훈장을 비롯하여 충무무공훈장, 대통령 수장, 공비토벌기장과 미국 비행 훈장 등을 수여받았으며, 공군 소위에서 공군 중위로 1계급 특진을 추서받았다.